# Мегатекст
Мегатекст — це термін, що застосовується письменниками у  фантастичних творах для опису підґрунтя певного сюжету, тропів, зображень, що мають бути описані в певному фантастичному творі.
Мегатекст — це джерельний дискурс експлікації всіх буттєвих (біографія) та психофізіологічних (психобіографія) характеристик художника слова, які формують саме йому притаманні вияви художності.